# Питеревка
Питеревка (бел. Піцераўка) (до 1962 года Гурская) — деревня в Кировском сельсовете Жлобинского района Гомельской области Белоруссии.

## География

### Расположение
В 17 км на северо-восток от Жлобина, 15 км от железнодорожной станции Хальч (на линии Жлобин — Гомель), 110 км от Гомеля.

## Гидрография
На реке Ржача (приток реки Ржавка).

## Транспортная сеть
Транспортные связи по просёлочной, затем автомобильной дороге Бобруйск — Гомель. Застройка деревянная, усадебного типа.

## История
Основана в начале XX века переселенцами из соседних деревень. В 1909 году 20 десятин земли, в Староруднянской волости Рогачёвского уезда Могилёвской губернии. В 1929 году жители вступили в колхоз. Во время Великой Отечественной войны оккупанты сожгли 12 дворов, убили 5 жителей. 9 жителей погибли на фронтах. Согласно переписи 1959 года в составе колхоза имени Я. М. Свердлова (центр — деревня Кирово).

## Население

### Численность
- 2004 год — 2 хозяйства, 3 жителя.

### Динамика
- 1909 год — 2 двора, 12 жителей.
- 1940 год — 30 дворов, 122 жителя.
- 1959 год — 62 жителя (согласно переписи).
- 2004 год — 2 хозяйства, 3 жителя.